# Lindkronmal
Lindkronmal (Bucculatrix thoracella) är en fjäril i familjen kronmalar (Bucculatricidae). Den har normalt en vingbredd på 4,5 till 7 millimeter. 
Fjärilen lägger sina ägg nära bladens mittlinje på lind eller lönn. 
Lindkronmal har påträffats i nästan alla länder i Europa. I Norden förekommer den i Norge och i Finland i de sydligaste delarna, i Sverige i den södra tredjedelen, något mer i öster än i väster och i Danmark på öarna i öster, men inte på Jylland.